# 6 km (rejon kirowski)
6 km (ros. 6 км) – przystanek kolejowy w miejscowości Kiełkołowo, w rejonie kirowskim, w obwodzie leningradzkim, w Rosji. Położony jest na linii Mga – Kirowsk, przy osiedlu dacz.